# Arrondissement Haguenau
Das Arrondissement Haguenau war ein Verwaltungsbezirk im Département Bas-Rhin in der französischen Region Elsass mit zuletzt 130.835 Einwohnern (Stand 1. Januar 2012) auf einer Fläche von 666 km². Mit der Auflösung des Arrondissements Wissembourg entstand am 1. Januar 2015 das Arrondissement Haguenau-Wissembourg, Sitz war Haguenau, letzte und erste Unterpräfektin war Sylvette Misson (ab 2008).

## Geschichte
Am 4. März 1790 wurde mit der Gründung des Départements Bas-Rhin auch ein Distrikt Haguenau gegründet, der im Wesentlichen mit dem heutigen Arrondissement übereinstimmte. Der Distrikt wurde mit der Gründung der Arrondissements am 17. Februar 1800 aufgelöst und in den neuen Arrondissements Strasbourg und Wissembourg integriert.
Seit 18. Mai 1871 lebte das Gebiet als Kreis Hagenau im Bezirk Unterelsass im Reichsland Elsass-Lothringen wieder auf. Der Kreis umfasste damals 659 km² und hatte 1885 73.316 Einwohner.
Das Arrondissement wurde im Zuge der Wiedereingliederung des Elsass nach Frankreich am 28. Juni 1919 (Vertrag von Versailles) gegründet.
Am 1. Januar 2015 wurden die Arrondissements Haguenau und Wissembourg zum neuen Arrondissement Haguenau-Wissembourg zusammengeschlossen.

## Geografie
Das Arrondissement grenzte im Norden an das Arrondissement Wissembourg, im Osten an Deutschland mit dem Regierungsbezirk Karlsruhe in Baden-Württemberg, im Süden an das Arrondissement Strasbourg-Campagne, im Südwesten an das Arrondissement Saverne und im Nordwesten an das Arrondissement Sarreguemines im Département Moselle (Lothringen).

## Kantone

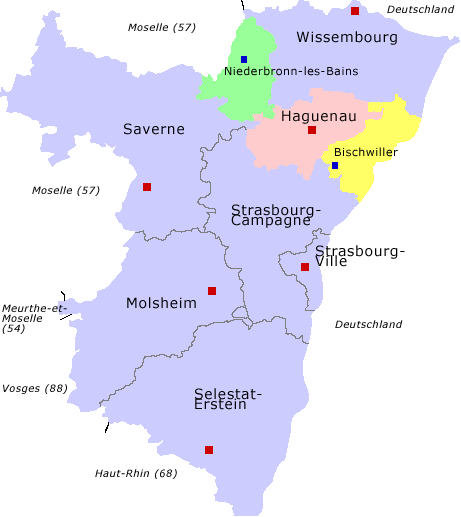
Karte des Arrondissements Haguenau mit Verwaltungsgliederung und Lage im Département Bas-Rhin

Das Arrondissement lagen die drei Wahlkreise (Kantone):
- Kanton Bischwiller
- Kanton Haguenau
- Kanton Niederbronn-les-Bains

## Gemeinden
Das Arrondissement umfasste 56 Gemeinden, die größten Gemeinden des Arrondissements waren im Jahr 2012:
- Haguenau (34.406 Einwohner)
- Bischwiller (12.643 Einwohner)
- Reichshoffen (5.516 Einwohner)